# Nemoria dentilinea
Nemoria dentilinea là một loài bướm đêm trong họ Geometridae.